# Ischiopsopha castanea
Ischiopsopha castanea är en skalbaggsart som beskrevs av Moser 1912. Ischiopsopha castanea ingår i släktet Ischiopsopha och familjen Cetoniidae. Utöver nominatformen finns också underarten I. c. fuscipes.